# 小行星1787
小行星1787（1787 Chiny）是一颗绕太阳运转的小行星，为主小行星带小行星。该小行星于1950年9月19日发现。
該小行星以比利時的城市希尼命名。

## 轨道参数
小行星1787的轨道半长轴为3.0002936 AU，离心率为0.055。